# Love & Monsters
"Love & Monsters" (KBS 방영 제목: 〈어느 소시민의 외계인 보고서〉)는 영국의 SF 드라마 《닥터 후》 시즌 2의 열 번째 에피소드로, 2006년 6월 17일에 처음 방영되었다. 총괄 프로듀서이자 대표작가인 러셀 T 데이비스가 각본을 맡고 댄 제프가 감독을 맡았다.
《닥터 후》는 시간여행자인 닥터 (이 시즌에서는 데이비드 테넌트 분의 10대 닥터)와 동행자 (이 시즌에서는 빌리 파이퍼 분의 로즈 타일러)가 타디스란 이름의 타임머신을 타고 시공간을 탐험한다는 것이 주된 줄거리이다. 그러나 이 에피소드는 닥터가 아닌 엘튼 팝 (마크 워렌 분)이란 이름의 평범한 남자를 주인공으로 내세우고 있다. 엘튼은 어느날 우연히 닥터와 수상한 파란색 박스를 목격하고 그에 이끌려, 비슷한 경험을 한 다른 사람들과 함께 동호회를 꾸려 닥터의 정체를 추적하게 된다. 그런데 빅터 케네디 (피터 케이 분)라는 수수께끼의 남자가 등장해 모임에 합류하더니 더 이상 동호회가 아니라 전문 흥신소처럼 운영되기 시작한다. 뭔가 잘못되었음을 느낀 엘튼 앞에 케네디가 자신의 비밀을 드디어 밝히는데, 알고보니 닥터를 찾아 잡아먹으려는 '아브조르발로프'란 이름의 외계인이었다는 줄거리다.
원래 이 에피소드는 처음부터 기획된 것이 아니었고, 크리스마스 스페셜 제작이 추가로 결정되면서 제작 스케줄을 조정하는 과정에서 추가된 에피소드였다. 또 제시간에 제작을 모두 마치기 위해 "The Impossible Planet" / "The Satan Pit" 에피소드와 묶여 동시 제작되었다. 데이비스는 이 에피소드에서 다른 등장인물의 시점을 다룸으로서 그간 이어져 왔던 '닥터 일색', '컴패니언 일색' 구조를 깨고, 닥터와 로즈가 조금만 등장하는 이야기를 전달할 수 있었다고 밝혔다. 작중에 등장하는 괴물인 아브조르발로프도 원래는 어린이 프로그램인 〈블루 피터〉에서 닥터 후에 등장할 괴물을 주제로 진행한 어린이 공모전의 수상작에서 따온 것으로 불가피하게 넣은 것이었다. "Love & Monsters"는 영국에서만 총 66만 명이 시청하였으며, 평단과 시청자 사이에서의 평가가 극명하게 엇갈렸다. 일각에서는 각본의 복잡성을 높이 평가한 반면, 어색한 흉내내기에 지나지 않았다거나 역겨운 유머로 이탈했다는 혹평도 존재했다. 아브조르발로프라는 캐릭터 역시 호불호로 나뉘었다.

## 줄거리
에피소드는 전반적으로 엘튼 팝 (마크 워렌 분)이라는 남자의 비디오 일기를 발췌하는 방식으로 되어 있다. 엘튼은 비디오를 통해 자신이 닥터와 만나게 된 과정을 차근차근 설명한다. 또 지금의 시점에서 목소리로 해설하는 동시에 닥터와의 기억을 회상하는 장면이 흐르는 일종의 액자 구조로 전개된다. 엘튼은 어느날 괴물을 쫓던 닥터와 마주친 일을 먼저 소개한다. 그리고 자신이 어렸을 때 밤중에 거실로 내려와 보았더니 한 남자와 마주쳤던 일을 기억하며, 두 남자가 분명 동일인물이라고 밝힌다. 인터넷으로 조사를 하던 중 엘튼은 우르슐라 블레이크 (셜리 헨더슨 분)이란 여성을 만나게 되는데 우르슐라 역시 닥터를 만난 기억이 있다고 밝힌다. 같은 식으로 닥터와 어떻게든 인연이 있었던 브리지트 (모이어 브래디 분), 블리스 (캐트린 드라이스데일 분), 스키너 씨 (사이먼 그리널 분)를 만나고, 다같이 동네 도서관 지하실에 모여 닥터에 관한 경험을 공유하고 연구하는 동호회인 '린다' (LINDA, London Investigation 'N Detective Agency의 준말)를 꾸린다. 하지만 만남이 거듭될수록 린다는 닥터에 대해 연구하기보다는 일반적인 친목 모임으로 바뀌어 가게 되었다.
그러던 어느날 '빅터 케네디' (피터 케이 분)라는 남자가 갑자기 나타난다. 빅터는 지금 린다가 원래의 목표를 잊은 채 갈팡질팡하고 있다고 지적하고는, 스스로 린다의 대표를 자청한다. 그런 뒤 각종 스파이 기술을 가르쳐 주고 닥터의 위치를 추적하는 데 온 노력을 집중하도록 분위기를 싹 바꾼다. 이 과정에서 엘튼은 로즈 타일러의 엄마인 재키 타일러 (카밀 코두리 분)에게 접근하라는 임무가 주어진다. 어찌어찌하다 동네 세탁실에서 재키를 조우하게 된 엘튼은 아파트로 초대를 받는다. 홀어머니로 외롭게 살아왔던 재키는 이때다 싶어 역으로 엘튼에게 적극 어필하지만, 엘튼이 피자를 사러간 사이 두고간 재킷에서 로즈 사진을 우연히 발견하면서 애초에 자신을 생각해서 찾아온 게 아님을 깨닫고 낙심한다. 뒤늦게 찾아온 엘튼에게 재키는 제발 홀로 있게 해달라며 나가라고 하고, 엘튼은 대체 무엇을 위해 이런 일을 하고 있나라는 자괴감에 빠진다.
한편 브리지트와 블리스가 갑자기 모습을 보이지 않자 빅터는 자기 살림 때문에 바빠서 못 온 거라고 대신 답한다. 이후 자괴감에 빠진 엘튼이 우르슐라, 스키너 씨를 데리고 빅터에게 가서 이런 흥신소 짓거리는 더 이상 못하겠으니 그만두자고 따진다. 발길을 돌려 나가려는 세 사람 가운데, 빅터는 스키너 씨에게 마지막이니 잠깐 이야기 좀 하자며 남아달라 하고, 엘튼과 우르슐라는 그대로 밖으로 향한다. 그러다 갑자기 핸드폰을 두고 왔다는 것을 깨달은 우르슐라가 다시 돌아가자고 하면서 두 사람은 지하실로 내려오는데, 빅터가 기괴한 모습의 외계인으로 변한 채 앉아있었다 (엘튼의 설명에 따르면 그 이름은 '아브조르발로프'라고 한다). 또 브리지트, 블리스, 스키너 씨의 얼굴이 아브조르발로프의 몸에 박힌 채 절규하고 있는 모습에 충격받은 두 사람에게, 아브조르발로프는 세 사람을 흡수해 자기 것으로 만들었다면서 이제는 닥터를 찾아서 그가 축적해온 경험과 지식을 맛보고 싶다는 야망을 드러낸다. 그 사이 아브조르발로프는 우르슐라마저 꾀어 흡수해버리고, 혼자 남은 엘튼은 뛰쳐나가 도망을 간다.
하지만 엘튼은 막다른 골목에 몰려 궁지에 빠진다. 결국 체념한 엘튼이 최후를 받아들이려는 순간, 타디스가 나타나 닥터와 로즈가 내린다. 아브조르발로프는 닥터더러 엘튼을 살리고 싶으면 가까이 오라며 회유하지만, 닥터는 엘튼의 운명에는 관심 없다며 일축한다. 그 대신 아브조르발로프의 몸에 흡수된 린다 회원들에게 그곳에서 빠져나오라는 신호를 주고, 이를 알아차린 우르슐라가 다함께 아브조르발로프의 몸에서 빠져나오도록 압박하라고 전달한 뒤 힘을 쓴다. 당황한 아브조르발로프가 들고있던 지팡이를 그만 놓치고, 엘튼이 그 지팡이를 주워 부러뜨리자 아브조르발로프가 한순간에 녹아내려 땅 속으로 스며든다. 닥터는 아브조르발로프가 원래는 자신의 힘을 주체할 수 없기에 일종의 제한영역을 만들어 억제시켜주는 역할로 저 지팡이를 들고 다니는 것이었는데, 지팡이를 부러뜨리고 말았으니 자신의 힘에 대한 통제력을 잃어 스스로 녹아내린 것이라고 설명해 준다. 이어 자신과 엘튼이 처음으로 만난 그날을 다시 떠올리고는, 그때 엘튼의 집에 왔던 것은 엘리멘털 셰이드라는 외계생물을 추적하다 온 것이었으나 이미 때는 늦어 셰이드가 엘튼의 어머니를 살해하고 말았다고 알려 준다.
마지막 장면에서 카메라를 두고 설명하던 엘튼 뒷편으로 왠 우르슐라의 목소리가 들리는데, 알고보니 닥터가 소닉 스크류드라이버를 이용해 땅속에 흡수되어버린 우르슐라를 보도블럭에 잡아두어 되살렸고, 엘튼이 그 블럭을 자신의 집안에 고이 모셔둔 것이었다. 둘은 이제 연인 관계라는 이야기와 함께 에피소드가 끝난다.